# Joachin Yaw Acheampong
Joachin Yaw Acheampong (Accra, 2 de novembre de 1973) és un futbolista ghanés, que juga de defensa i migcampista.

## Trajectòria
Yaw va començar a destacar en un equip de la seua ciutat natal, el Goldfields Obuasi. El 1992 va ser seleccionat pel combinat olímpic del seu país per a la cita de Barcelona 1992. Ghana va guanyar la medalla de bronze i Yaw va cridar l'atenció d'alguns equips europeus, però va continuar al Goldfields fins al 1994, quan va fitxar per l'IFK Norrköping suec. No va tenir massa oportunitats, però la Reial Societat va apostar per ell i el va incorporar per la temporada 95/96. Eixa campanya el ghanés jugaria 13 partits. A l'any següent, va disputar set més i va marxar a l'Hèrcules CF al mercat d'hivern, on va jugar 14 partits. Després de la seua etapa a la lliga espanyola, va recalar al Samsunspor de la Segona turca. El 2002, i després d'una breu estada al King Faisal Babies Kumasi del seu país, va recalar en un altre modest de la lliga turca, el Yimpas Yozgatspor.
Amb la selecció ghanesa de futbol va jugar la Copa d'Àfrica de 1994 i 1996.